# Stolidosoma unispina
Stolidosoma unispina är en tvåvingeart som först beskrevs av Van Duzee 1931. Stolidosoma unispina ingår i släktet Stolidosoma och familjen styltflugor.
Artens utbredningsområde är Panama. Inga underarter finns listade i Catalogue of Life.